# Edmund Allenby
Pour les articles homonymes, voir Allenby.
Edmund Henry Hynman Allenby (23 avril 1861 – 14 mai 1936), 1er vicomte Allenby, est un général britannique.

## Biographie

### Premières années
Allenby est né le 23 avril 1861 à Brockenhurst dans le Nottinghamshire, il fait ses études au Haileybury College (en). Il passe par deux fois et sans succès les concours de fonction publique pour intégrer la fonction publique indienne. En 1880, il intègre l'Académie royale militaire de Sandhurst. Au bout de dix mois, il est affecté au 6e (Inniskilling) Dragoons.
En 1882, il est envoyé avec son régiment en Afrique du Sud, il réalise des patrouilles lors de l'expédition du Bechuanaland de 1884-1885, puis dans le Royaume zoulou en 1888. En 1889, il devient capitaine et est responsable des permissions et de la discipline au sein de son régiment. En 1890, il rentre en Angleterre, son régiment est cantonné à Brighton.
En 1893, Allenby échoue à l'examen d'entrée pour le Staff College de Camberley (en). Il repasse l'examen qu'il réussit l'année suivante en étant le premier officier de son régiment à intégrer cette école. Le même jour, Douglas Haig du 7e Queen's Own Hussars intègre lui aussi l'école sans avoir passé l'examen. Cette différence est à l'origine d'une rivalité qui durera jusqu'à la Première Guerre mondiale. Haig et Allenby étudient tous deux énormément mais Haig est davantage reconnu auprès de ses pairs. Les deux hommes ont également des intérêts différents, Haig ne s'intéresse qu'aux activités militaires alors qu'Allenby s'intéresse aux affaires militaires mais également à la poésie, l'ornithologie, les voyages et la botanique.
Il est promu au grade de major lors de son départ de Staff College en 1897, cette année il épouse Mlle Mabel Chapman, la fille d'un propriétaire terrien du Wiltshire. En 1898, Allenby rejoint la 3e brigade de cavalerie en Irlande comme brigadier-major.

### Seconde guerre des Boers
Au moment du déclenchement de la seconde guerre des Boers, Allenby rejoint le 6e (Inniskilling) Dragoons et arrive au Cap, en Afrique du Sud, le 11 décembre 1899 lors de la semaine noire au cours de laquelle les troupes anglaises subissent des revers à Colenso, Magersfontein et Stormberg. Allenby est nommé commandant en second du régiment, il rejoint avec sa troupe la division de cavalerie du major-général John French. Cette division défend la frontière nord, en employant des tactiques de harcèlement et menace les flancs et les arrières des Boers sans s'engager dans un combat frontal. Durant cette période, il dirige un escadron de cavalerie commandement plus adapté qu'un commandement d'état-major.
Le 14 janvier 1900, Allenby commande deux escadrons, deux compagnies d'infanterie montée et une section d'artillerie et infiltre les lignes des Boers près de Colesberg. Après le combat et n'ayant subi aucune perte, il retourne dans les lignes britanniques après avoir pris plusieurs prisonniers. En février 1900, la division de cavalerie de French exécute une manœuvre audacieuse de débordement de la rivière Modder, dans lequel l'escadron d'Allenby prend part. Cette action permet de soulager Kimberley assiégée par les Boers depuis le début de la guerre.
Plus tard dans le mois, l'escadron d'Allenby participe à l'encerclement et la capture des troupes de Piet Cronje à l'est de Kimberley à Paardeberg. En mars 1900, l'escadron d'Allenby mène la charge finale sur Bloemfontein. Un mois plus tard, le commandant des Inniskillings est rapatrié, Allenby prend le commandement temporaire du régiment. Durant cette période le régiment a un rôle d'escorte de convois. Johannesburg est occupée le 31 mai 1900, lors de l'avancée vers Pretoria, la division de cavalerie tombe dans une embuscade, Allenby mène un combat de dégagement contre les troupes Boers au col Kalkheuvel.
Après la prise de Prétoria, les troupes britanniques du field marshal Lord Roberts se dirigent vers l'est. Le 6e (Inniskilling) Dragoons est stationné à proximité de Middelburg (en) durant 3 semaines. Allenby conduit son régiment vers Barberton et combat les Boers au lac Chrissie. La division de cavalerie est scindée en colonnes, Allenby reçoit le commandement de l'une d'entre elles.
Durant les 18 mois suivants, les troupes d'Allenby parcourent le Transvaal, l'État libre d'Orange, le Natal et la colonie du Cap soit une zone équivalente à l'Allemagne, la France et les Pays-Bas réunis. Cette colonne est formée par deux régiments de cavalerie, d'une batterie d'artillerie à cheval, d'un canon à longue portée et d'un demi-bataillon d'infanterie. L'utilisation de fusiliers montés a permis de compenser l'absence d'infrastructure et de couvrir la totalité du territoire. Au cours de cette période, Allenby n'a jamais perdu un convoi ou subi de défaites.
En 1901, la colonne d'Allenby est associée aux autres colonnes sous le commandement de French dans des opérations contre Louis Botha au Transvaal de l'Est. Au printemps, la colonne opère à la frontière du Swaziland, où les conditions climatiques sont éprouvantes pour les hommes et les chevaux. À la fin du printemps, la colonne est stationnée vers le nord à proximité de Middelburg, puis passe plusieurs mois dans l'ouest du Transvaal à Magaliesburg (en). Dans des lettres adressées à son épouse, Allenby critique le choix de certains officiers supérieurs et leur faible charisme.
Malgré des promesses de repos, sa colonne est à nouveau engagée au Natal, puis en octobre au Zoulouland. Allenby demande à Lord Kitchener, le commandant des forces britanniques en Afrique du Sud, deux semaines de repos pour ses hommes. Mais la colonne d'Allenby est à nouveau envoyée à la rescousse d'une colonne anglaise battue à Bakenlaagte. Il passe le reste de 1901 dans l'Est du Transvaal.
À la fin de 1901, Allenby est atteint par la grippe, il séjourne en repos pendant dix jours à Durban. Il est rejoint par sa femme. En mai 1902, la colonne d'Allenby combat dans le Transvaal et au nord de la colonie de la rivière Orange. Le 31 mai 1902, la paix de Vereeniging est signée mettant fin à la guerre. Allenby reçoit les éloges de Roberts et Kitchener pour sa conduite au combat et est promu colonel. Allenby fait partie d'une nouvelle génération d'officiers révélée lors de la seconde guerre des Boers, dans laquelle sont présents Haig, Herbert Plumer et Julian Byng.

### Nouveaux commandements
En 1902, Allenby est de retour en Angleterre, il prend le commandement du 5th Royal Irish Lancers, stationné en Angleterre jusqu'en 1905. Allenby est promu brigadier-général et s'installe à Colchester pour diriger la 4e brigade de cavalerie. En 1909, il obtient le grade de major-général, il est nommé l'année suivante inspecteur général de cavalerie.
Allenby prend le poste d'inspecteur général de cavalerie au moment où cette arme connaît de grands bouleversements dans son utilisation à la suite de la guerre des Boers et de la guerre russo-japonaise. Deux visions divergentes existent au sein de la cavalerie britannique, l'une classique privilégie les attaques latérales à l'épée ou à la lance ; l'autre met l'accent sur l'infanterie montée et la puissance de feu. Allenby fait le choix d'une voie médiane, dans laquelle l'importance de la puissance de feu est soulignée par l'introduction de la mitrailleuse et la formation des cavaliers dans les tactiques d'infanterie, mais où les attaques frontales à l'arme blanche sont également possibles. Allenby étudie la géographie du Nord de la France, et assiste aux manœuvres de la cavalerie française. Il souligne l'importance de la cavalerie lors des mouvements de retraite d'une armée par la couverture qu'elle peut fournir.
Les inspections d'Allenby sont rapides, brutales, beaucoup d'officiers subalternes et de rang le détestent. Ces éléments et les brusques explosions de rage visant ses subordonnés, associés à un physique puissant, lui ont valu le surnom de « the bull » (« le taureau »).

### Première Guerre mondiale

#### Front de l'Ouest
Au début de la Première Guerre mondiale, Allenby sert sur le front de l'Ouest, il dirige la division de cavalerie du Corps expéditionnaire britannique. Il couvre avec sa division la retraite de la BEF (« British expeditionary force ») après la bataille de Mons. Quand la BEF est scindée en deux armées, Allenby est nommé chef du corps de cavalerie. En 1915, il commande le 5e corps durant la deuxième bataille d'Ypres ; en octobre il dirige la 3e armée britannique.
Son armée est chargée d'une opération de diversion au début de la bataille de la Somme en juillet 1916. Allenby attaque le saillant de Gommecourt sans succès et enregistrant des pertes très lourdes. Au printemps de l'année 1917, il participe à la bataille d'Arras. Il perd la confiance du commandant en chef Douglas Haig et il est remplacé à la tête de la 3e armée par Julian Byng, le 9 juin 1917. Il retourne alors en Angleterre.

#### Égypte et Palestine
En 1917, la victoire alliée sur l'Allemagne est loin d'être acquise. La répartition des ressources militaires entre le front de l'Ouest et les autres fronts est débattue au sein du Cabinet de guerre britannique. Curzon et Hankey recommandent que la Grande-Bretagne s'empare des terres du Moyen-Orient. Lloyd George souhaite lui aussi plus d'efforts sur d'autres fronts, veut un commandant plus offensif en remplacement de Sir Archibald Murray à la tête de la Force expéditionnaire égyptienne. En mai, Smuts refuse le commandement ne pouvant être certain d'avoir les ressources nécessaires à disposition pour une victoire décisive. Lloyd George nomme alors Allenby, en lui donnant comme objectif Jérusalem avant Noël 1917 avec tous les renforts qu'il pourrait demander. Le CIGS Robertson croit que les combats sur le front de l'Ouest (la bataille de Passchendaele est en cours) ne justifient pas une tentative sérieuse pour s'emparer de Jérusalem. Il choisit de faire pression sur Allenby afin qu'il demande des renforts démesurés pour décourager les politiciens d'autoriser les offensives au Moyen-Orient.
Peu de temps après son arrivée au Moyen-Orient, Allenby apprend le décès de son fils sur le front de l'Ouest le 27 juin 1917. Il estime les forces turques à 46 000 hommes et 2 800 cavaliers et considère la prise de Jérusalem possible avec 7 divisions d'infanterie et 3 divisions de cavalerie.
Allenby gagne rapidement le respect de ses soldats grâce à ses nombreuses visites des premières lignes, ce que ne faisait pas son prédécesseur Murray. Il déplace le quartier général et réorganise les troupes stationnées en Égypte en trois corps, le 20e, le 21e et le Desert Mounted Corps. Il soutient également les efforts de T.E. Lawrence et des groupes de rebelles arabes en les finançant à hauteur de 200 000 £ mensuel.
Au début d'octobre 1917, Robertson demande à Allenby ses besoins en troupes pour faire progresser la ligne de front de la ligne Gaza-Beersheba à la ligne de Jaffa-Jérusalem. Allenby estime officiellement ses besoins à 13 divisions supplémentaires, face à un maximum de 18 divisions turques et 2 divisions allemandes. Lors d'échanges de lettres privées entre Robertson et Allenby, les deux généraux considèrent que les troupes turques sont 21 000 hommes et les Allemands forment 3 bataillons contre 100 000 hommes du côté de l'Empire britannique.
Après la réorganisation de ses troupes, Allenby est victorieux lors de la 3e bataille de Gaza du 31 octobre au 7 novembre 1917 grâce à une attaque sur Beer-Sheva. Il poursuit son attaque vers le nord en direction de Jérusalem. Les Ottomans sont battus à la bataille de Mughar Ridge (en) puis à celle de Jérusalem : le maire Hussein al-Husseini lui remet les clés de la Ville sainte le 9 décembre 1917.

#### Entrée à Jérusalem
À la différence de l'entrée dans Jérusalem du Kaiser à cheval en 1898, Allenby, sur les instructions du gouvernement de Londres, entre dans la ville sainte à pied, le 11 décembre 1917, en compagnie de ses officiers et des représentants français et italien, à partir de la porte de Jaffa, par respect pour la nature sainte de la ville pour le judaïsme, le christianisme et l'islam. Cependant, un conflit d'autorité récurrent l'oppose au représentant français, François Georges-Picot, qui se réclame du rôle traditionnel de la France au Levant.

#### Victoire au Moyen-Orient
Après la prise de Jérusalem, Allenby indique un besoin de 18 divisions pour atteindre la ligne Damas-Beyrouth, afin de couper les lignes de communication des Turcs en Mésopotamie. Au début de 1918, 50 000 Turcs sont présents au Moyen-Orient ; face à eux se trouvent 400 000 hommes dont la moitié de non combattants et 117 471 de troupes britanniques. Avec la mise en place du Conseil suprême de guerre à Versailles, une nouvelle stratégie est mise en place afin d'augmenter les efforts militaires sur le front du Moyen-Orient. Smuts est envoyé en Égypte pour rencontrer Allenby et Marshall. Allenby et Smuts établissent des plans prévoyant le transfert de 3 divisions d'infanterie de Mésopotamie vers le Moyen-Orient pour prendre Haïfa au printemps et Damas en automne. La vitesse de progression prévue est faible car il est prévu de remettre en état les lignes de chemins de fer. Cette campagne est validée par le Cabinet de guerre britannique.
Les offensives allemandes du printemps 1918 sur le front de l'Ouest bloquent l'envoi de renforts vers le front du Moyen-Orient, Allenby se retrouve bloqué à Amman ne pouvant s'en emparer malgré des tentatives en mars et avril 1918, il est contraint de renvoyer 60 000 hommes vers le front de l'Ouest.
L'arrivée de troupes en renfort en provenance d'Australie, de Nouvelle-Zélande, d'Afrique du Sud et d'Inde permet la reprise des opérations offensives en août 1918. Après des mouvements de troupes destinés à leurrer les Turcs, le front est percé lors de la bataille de Megiddo, la cavalerie déborde et bloque la retraite des Turcs. L'EEF progresse à un rythme impressionnant, en 55 heures la cavalerie progresse de plus de 90 km tandis que l'infanterie avance de 30 km par jour. La résistance ottomane faiblit, Damas tombe le 1er octobre, Homs, le 16 octobre et Alep le 25 octobre. La Turquie capitule le 30 octobre 1918.

### Field Marshal, anoblissement, retraite
Il est nommé field marshal en 1919 et, le 7 octobre 1919, il est anobli en tant que vicomte Allenby, de Megiddo et de Felixstowe dans le comté de Suffolk. Il reste au Moyen-Orient comme Haut-Commissaire pour l'Égypte et le Soudan jusqu'en 1925, année de sa retraite. Il est considéré comme un des créateurs de l'Égypte moderne. Au cours de ces années, il participe à de nombreuses manifestations militaires et civiles pour le souvenir des hommes morts durant la guerre.

### Dernières années
Le 9 mai 1927, il pose la première pierre de la St. Andrew's Scots Memorial Church à Jérusalem. Cette église est construite à la mémoire des soldats écossais morts durant la campagne de Palestine lors de la Première Guerre mondiale.
En 1931, Murray et Allenby sont invités à Aldershot comme conférenciers sur la campagne de Palestine. Murray au cours d'un échange épistolaire préparatoire aux conférences pose la question de l'utilité de cette campagne devant le risque de rupture du front de l'Ouest en 1917. Allenby ne se pose pas la question de la même façon, il met en perspective les conditions de l'époque. En 1917 et durant le printemps 1918, la Russie arrête la guerre, la France et l'Italie se trouvent fragilisées par les pertes et les mouvements sociaux, et les Américains ne sont pas encore arrivés en nombre sur le front de l'Ouest. Le gouvernement britannique de l'époque craint une paix séparée et une maîtrise de l'Europe orientale et des Balkans par les Allemands. Allenby justifie la campagne en Palestine comme un moyen de récupérer des territoires permettant de bloquer la route de l'Inde à Allemagne.
En 1935, il voyage en Patagonie pour pêcher le saumon. Il meurt le 14 mai 1936 d'une rupture d'anévrisme cérébral à Londres. Il est incinéré, ses cendres reposent dans l'abbaye de Westminster à côté de celles de Herbert Plumer. Son épouse est décédée en 1942.

## Dans la fiction
- Dans le célèbre film Lawrence d'Arabie de David Lean (1962) avec Peter O'Toole dans le rôle-titre, Allenby est interprété par Jack Hawkins.